# Peru a 2010. évi téli olimpiai játékokon

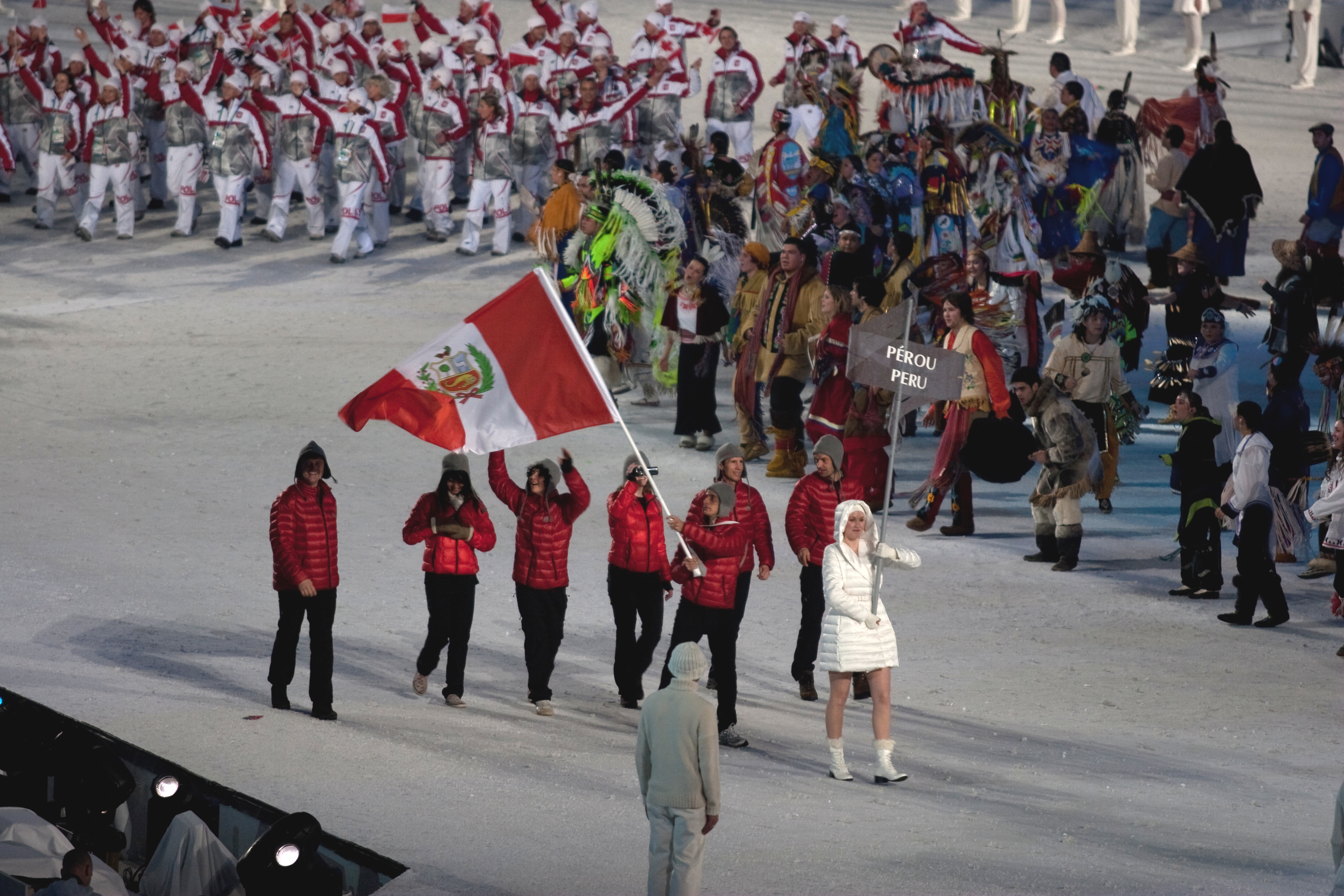
Peru olimpiai küldöttsége a megnyitón

Peru a kanadai Vancouverben megrendezett 2010. évi téli olimpiai játékok egyik részt vevő nemzete volt. Az országot az olimpián 2 sportágban 3 sportoló képviselte, akik érmet nem szereztek.

## Alpesisí
Férfi
| Versenyző     | Versenyszám      | 1. futam | 1. futam | 2. futam | 2. futam | Összesítés | Összesítés |
| Versenyző     | Versenyszám      | Idő      | Hely.    | Idő      | Hely.    | Idő        | Helyezés   |
| ------------- | ---------------- | -------- | -------- | -------- | -------- | ---------- | ---------- |
| Manfred Oettl | Óriás-műlesiklás | 1:29,56  | 76.      | 1:32,49  | 66.      | 3:02,05    | 67.        |
| Manfred Oettl | Műlesiklás       | kizárták | kizárták | kizárták | kizárták | kizárták   | kizárták   |

Női
| Versenyző     | Versenyszám      | 1. futam | 1. futam | 2. futam | 2. futam | Összesítés | Összesítés |
| Versenyző     | Versenyszám      | Idő      | Hely.    | Idő      | Hely.    | Idő        | Helyezés   |
| ------------- | ---------------- | -------- | -------- | -------- | -------- | ---------- | ---------- |
| Ornella Oettl | Óriás-műlesiklás | 1:27,25  | 60.      | kiesett  | kiesett  | kiesett    | kiesett    |
| Ornella Oettl | Műlesiklás       | 59,61    | 57.      | kiesett  | kiesett  | kiesett    | kiesett    |

## Sífutás
Férfi
| Versenyző        | Versenyszám | Eredmény | Helyezés |
| ---------------- | ----------- | -------- | -------- |
| Roberto Carcelén | 15 km       | 45:53,6  | 94.      |